# Янт

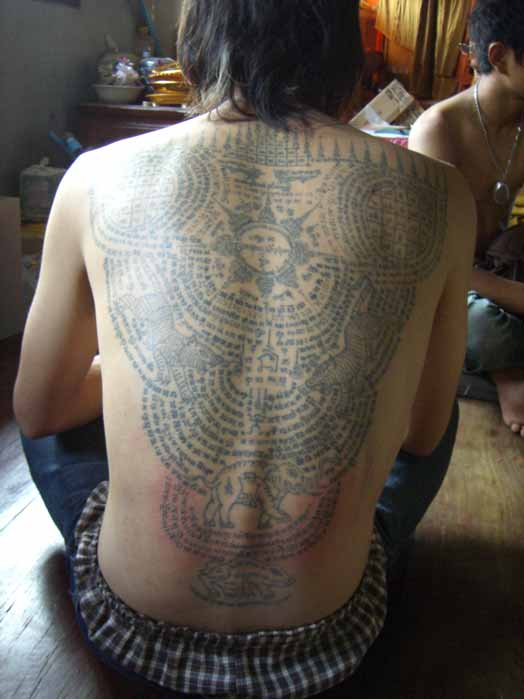

Янт (тайск. ยันต์; от Янтра) — священные узоры (в том числе татуировки), которые делаются в странах юго-восточной Азии, в основном в Таиланде и Камбодже. Сами Янт пришли в Сиам из Камбоджи во времена среднего периода Аютхайи в правление короля Наресуена Великого, когда впервые сиамские и кхмерские войска выступили вместе против общего врага в лице Бирмы. Янт содержат в своём узоре буддийские молитвы и магические элементы на языке пали, которые, как считается, дают обладателю определённые преференции, такие как здоровье, сила, защита, благорасположение окружающих и т. д. Так как у языка пали нет собственной письменности, то при нанесении янтов используется кхмерский или тайский алфавиты.
Янты подразделяются по изображению на:
- татуировки — Сак Янт (тайск. สักยันต์), сак на тайском означает «набивать»
- гравированные на листе металла и потом свёрнутые в трубочку превращаются в амулет- Тхагруд
- изображённые на одежде, и в том числе, на футболках телесного цвета — Сюэ Янт,

по своему виду на:
- круглые — представляют лицо Будды, в брахминской традиции — Брахму.
- треугольные — представляют Тройной Драгоценный камень буддизма: Будду, Дхарму и Сангху; в брахминской традиции трёх богов: Брахму, Шиву и Вишну.
- прямоугольные или квадратные — представляют четыре элемента: Землю, Воду, Воздух и Огонь.
- художественные — изображают различных ангелов и мифических животных

по «цели» — воздействию на обладателя
- Амнат — обладатель татуировки получает физическую силу, хитрость и расчётливость.
- Метта Маханьём — сострадание от других, люди высшие по рангу воспринимают равным обладателя этой татуировки.
- Конг Грапан — защищает от холодного и огнестрельного оружия.
- Маха Санаэ — делает обладателя привлекательным в глазах противоположного пола, позволяет обрести любовь конкретного человека.
- Клэу Клаад — Сила Уклонения — от несчастных случаев и опасностей.
- Там Кваам — действие этой Янт классифицируется как чёрная магия.
- Джанг Нганг — снижение возможностей противника.
- Сатхв Химапант — татуировки мифологических животных, которые придают определенные качества этого животного.

В буддийском монастыре Ват Банг Пхра ежегодно проводится церемония нанесения новых янт и благословления уже нанесённых.